# RW Ursae Minoris
RW Ursae Minoris eller Nova Ursae Minoris 1956 var en långsam nova i stjärnbilden Lilla björnen. Novan upptäcktes den 24 september 1956 av den ryske astronomen V. Satyvaldiev. Den nådde magnitud +6,0 i maximum och avklingade sedan långsamt för att vara typ A.  Den är nu en stjärna av 21:a magnituden.